# Estoril Open 2003 - Qualificazioni singolare maschile
Le qualificazioni del singolare maschile dell'Estoril Open 2003 sono state un torneo di tennis preliminare per accedere alla fase finale della manifestazione. I vincitori dell'ultimo turno sono entrati di diritto nel tabellone principale. In caso di ritiro di uno o più giocatori aventi diritto a questi sono subentrati i lucky loser, ossia i giocatori che hanno perso nell'ultimo turno ma che avevano una classifica più alta rispetto agli altri partecipanti che avevano comunque perso nel turno finale.
Le qualificazioni del torneo Estoril Open 2003 prevedevano 32 partecipanti di cui 4 sono entrati nel tabellone principale.

## Teste di serie
1. Galo Blanco (ultimo turno)
2. Andrej Stoljarov (secondo turno)
3. Christophe Rochus (Qualificato)
4. Fernando Verdasco (Qualificato)

1. Tomáš Zíb (secondo turno)
2. Dick Norman (secondo turno)
3. Juan Antonio Marín (primo turno)
4. Victor Hănescu (Qualificato)

## Qualificati
1. Harel Levy
2. Victor Hănescu

1. Christophe Rochus
2. Fernando Verdasco

## Tabellone

### Legenda
| - Q = Qualificato - WC = Wild card - LL = Lucky loser | - ALT = Alternate - SE = Special Exempt - PR = Protected Ranking | - w/o = Walkover - r = Ritirato - d = Squalificato |

### Sezione 1
|  | Primo turno          | Primo turno          | Primo turno          | Primo turno | Primo turno |  |  | Secondo turno | Secondo turno    | Secondo turno    | Secondo turno | Secondo turno |            |   | Ultimo turno | Ultimo turno | Ultimo turno | Ultimo turno | Ultimo turno |  |
|  |                      |                      |                      |             |             |  |  |               |                  |                  |               |               |            |   |              |              |              |              |              |  |
|  | 1                    | Galo Blanco          | Galo Blanco          | 6           | 6           |  |  |               |                  |                  |               |               |            |   |              |              |              |              |              |  |
|  |                      | Pedro Leao-Saraiva   | Pedro Leao-Saraiva   | 1           | 1           |  |  | 1             | Galo Blanco      | Galo Blanco      | 6             | 6             |            |   |              |              |              |              |              |  |
|  | Julien Benneteau     | Julien Benneteau     | Julien Benneteau     | 6           | 6           |  |  |               | Julien Benneteau | Julien Benneteau | 2             | 4             |            |   |              |              |              |              |              |  |
|  | Sébastien de Chaunac | Sébastien de Chaunac | Sébastien de Chaunac | 3           | 3           |  |  |               |                  |                  |               |               |            |   | 1            | Galo Blanco  | Galo Blanco  | Galo Blanco  | 5r           |  |
|  | Harel Levy           | Harel Levy           | 1                    | 6           | 7           |  |  |               |                  |                  | Harel Levy    | Harel Levy    | Harel Levy | 7 |              |              |              |              |              |  |
|  | Didac Perez-Minarro  | Didac Perez-Minarro  | 6                    | 2           | 6           |  |  |               | Harel Levy       | Harel Levy       | 7             | 6             |            |   |              |              |              |              |              |  |
|  | 5                    | Tomáš Zíb            | Tomáš Zíb            | 6           | 6           |  |  | 5             | Tomáš Zíb        | Tomáš Zíb        | 5             | 4             |            |   |              |              |              |              |              |  |
|  |                      | Florent Serra        | Florent Serra        | 0           | 2           |  |  |               |                  |                  |               |               |            |   |              |              |              |              |              |  |

### Sezione 2
|  | Primo turno         | Primo turno          | Primo turno         | Primo turno | Primo turno |  |  | Secondo turno | Secondo turno       | Secondo turno       | Secondo turno  | Secondo turno |   |   | Ultimo turno | Ultimo turno        | Ultimo turno | Ultimo turno | Ultimo turno |  |
|  |                     |                      |                     |             |             |  |  |               |                     |                     |                |               |   |   |              |                     |              |              |              |  |
|  | 2                   | Andrej Stoljarov     | 1                   | 6           | 6           |  |  |               |                     |                     |                |               |   |   |              |                     |              |              |              |  |
|  |                     | Jan Frode Andersen   | 6                   | 3           | 4           |  |  | 2             | Andrej Stoljarov    | Andrej Stoljarov    | 3              | 2             |   |   |              |                     |              |              |              |  |
|  | Oscar Serrano-Gamez | Oscar Serrano-Gamez  | Oscar Serrano-Gamez | 6           | 6           |  |  |               | Oscar Serrano-Gamez | Oscar Serrano-Gamez | 6              | 6             |   |   |              |                     |              |              |              |  |
|  | Francisco Costa     | Francisco Costa      | Francisco Costa     | 1           | 2           |  |  |               |                     |                     |                |               |   |   |              | Oscar Serrano-Gamez | 1            | 6            | 2            |  |
|  | Pavel Šnobel        | Pavel Šnobel         | Pavel Šnobel        | 7           | 6           |  |  |               |                     | 8                   | Victor Hănescu | 6             | 2 | 6 |              |                     |              |              |              |  |
|  | Rui Machado         | Rui Machado          | Rui Machado         | 69          | 3           |  |  |               | Pavel Šnobel        | Pavel Šnobel        | 4              | 2             |   |   |              |                     |              |              |              |  |
|  | 8                   | Victor Hănescu       | 6                   | 5           | 6           |  |  | 8             | Victor Hănescu      | Victor Hănescu      | 6              | 6             |   |   |              |                     |              |              |              |  |
|  |                     | Marc Fornell-Mestres | 3                   | 7           | 2           |  |  |               |                     |                     |                |               |   |   |              |                     |              |              |              |  |

### Sezione 3
|  | Primo turno     | Primo turno        | Primo turno        | Primo turno | Primo turno |  |  | Secondo turno  | Secondo turno     | Secondo turno  | Secondo turno | Secondo turno |   |   | Ultimo turno | Ultimo turno      | Ultimo turno | Ultimo turno | Ultimo turno |  |
|  |                 |                    |                    |             |             |  |  |                |                   |                |               |               |   |   |              |                   |              |              |              |  |
|  | 3               | Christophe Rochus  | Christophe Rochus  | 6           | 6           |  |  |                |                   |                |               |               |   |   |              |                   |              |              |              |  |
|  |                 | Álex Calatrava     | Álex Calatrava     | 2           | 2           |  |  | 3              | Christophe Rochus | 3              | 6             | 6             |   |   |              |                   |              |              |              |  |
|  | Jan Hájek       | Jan Hájek          | Jan Hájek          | 6           | 7           |  |  |                | Jan Hájek         | 6              | 4             | 4             |   |   |              |                   |              |              |              |  |
|  | Peter Rodrigues | Peter Rodrigues    | Peter Rodrigues    | 0           | 6(1)        |  |  |                |                   |                |               |               |   |   | 3            | Christophe Rochus | 7            | 63           | 6            |  |
|  | David Prinosil  | David Prinosil     | David Prinosil     | 7           | 6           |  |  |                |                   |                | Gastón Etlis  | 5             | 7 | 4 |              |                   |              |              |              |  |
|  | Frederico Gil   | Frederico Gil      | Frederico Gil      | 5           | 0           |  |  | David Prinosil | David Prinosil    | David Prinosil | 1             | 2             |   |   |              |                   |              |              |              |  |
|  |                 | Gastón Etlis       | Gastón Etlis       | 7           | 6           |  |  | Gastón Etlis   | Gastón Etlis      | Gastón Etlis   | 6             | 6             |   |   |              |                   |              |              |              |  |
|  | 7               | Juan Antonio Marín | Juan Antonio Marín | 64          | 3           |  |  |                |                   |                |               |               |   |   |              |                   |              |              |              |  |

### Sezione 4
|  | Primo turno         | Primo turno         | Primo turno       | Primo turno | Primo turno |  |  | Secondo turno | Secondo turno       | Secondo turno       | Secondo turno   | Secondo turno   |   |   | Ultimo turno | Ultimo turno      | Ultimo turno      | Ultimo turno | Ultimo turno |  |
|  |                     |                     |                   |             |             |  |  |               |                     |                     |                 |                 |   |   |              |                   |                   |              |              |  |
|  | 4                   | Fernando Verdasco   | Fernando Verdasco | 6           | 6           |  |  |               |                     |                     |                 |                 |   |   |              |                   |                   |              |              |  |
|  |                     | Gilles Elseneer     | Gilles Elseneer   | 3           | 3           |  |  | 4             | Fernando Verdasco   | Fernando Verdasco   | 6               | 6               |   |   |              |                   |                   |              |              |  |
|  | Marc-Kevin Goellner | Marc-Kevin Goellner | 3                 | 7           | 6           |  |  |               | Marc-Kevin Goellner | Marc-Kevin Goellner | 2               | 1               |   |   |              |                   |                   |              |              |  |
|  | Juan Giner          | Juan Giner          | 6                 | 5           | 3           |  |  |               |                     |                     |                 |                 |   |   | 4            | Fernando Verdasco | Fernando Verdasco | 6            | 6            |  |
|  | Christopher Kas     | Christopher Kas     | Christopher Kas   | 6           | 6           |  |  |               |                     |                     | Christopher Kas | Christopher Kas | 3 | 3 |              |                   |                   |              |              |  |
|  | Denis Gremelmayr    | Denis Gremelmayr    | Denis Gremelmayr  | 4           | 4           |  |  |               | Christopher Kas     | 4                   | 7               | 6               |   |   |              |                   |                   |              |              |  |
|  | 6                   | Dick Norman         | 6                 | 5           | 6           |  |  | 6             | Dick Norman         | 6                   | 5               | 1               |   |   |              |                   |                   |              |              |  |
|  |                     | Boris Pašanski      | 1                 | 7           | 2           |  |  |               |                     |                     |                 |                 |   |   |              |                   |                   |              |              |  |